# Boží muka a smírčí kříž (Dolany)
Boží muka a smírčí kříž jsou od 3. května 1958 památkově chráněné objekty v obci Dolany v okrese Plzeň-sever. Nacházejí se před domem čp. 114.

## Boží muka
Z původních Božích muk, jež byla přes metr vysoká, se zachovalo pouze torzo. Byla tvořena kamenným stupněm, na němž ležel hranolový sokl s kapličkovým nástavcem, zakončeným jehlanovou střechou. Ve stěnách nástavce se nacházejí do trojúhelníka vybíhající niky.

## Smírčí kříž
Klínový smírčí kříž z pískovce, lidově nazývaný cyrilometodějský, je umístěn v ohrádce společně s reliktem Božích muk. Datován je do období středověku. Jeho rozměry jsou 98 x 50 x 20 cm.